# Corryocactus apiciflorus
Corryocactus apiciflorus är en kaktusväxtart som först beskrevs av Vaupel, och fick sitt nu gällande namn av Hutchison. Corryocactus apiciflorus ingår i släktet Corryocactus, och familjen kaktusväxter. Inga underarter finns listade i Catalogue of Life.

## Bildgalleri

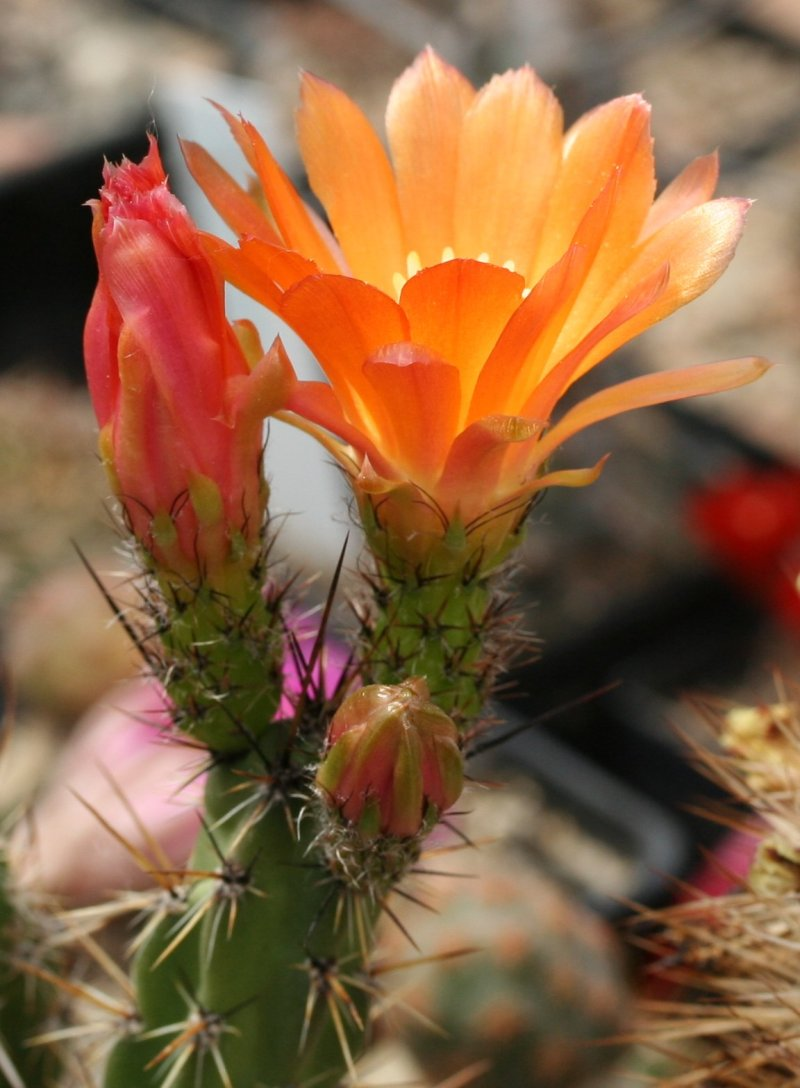
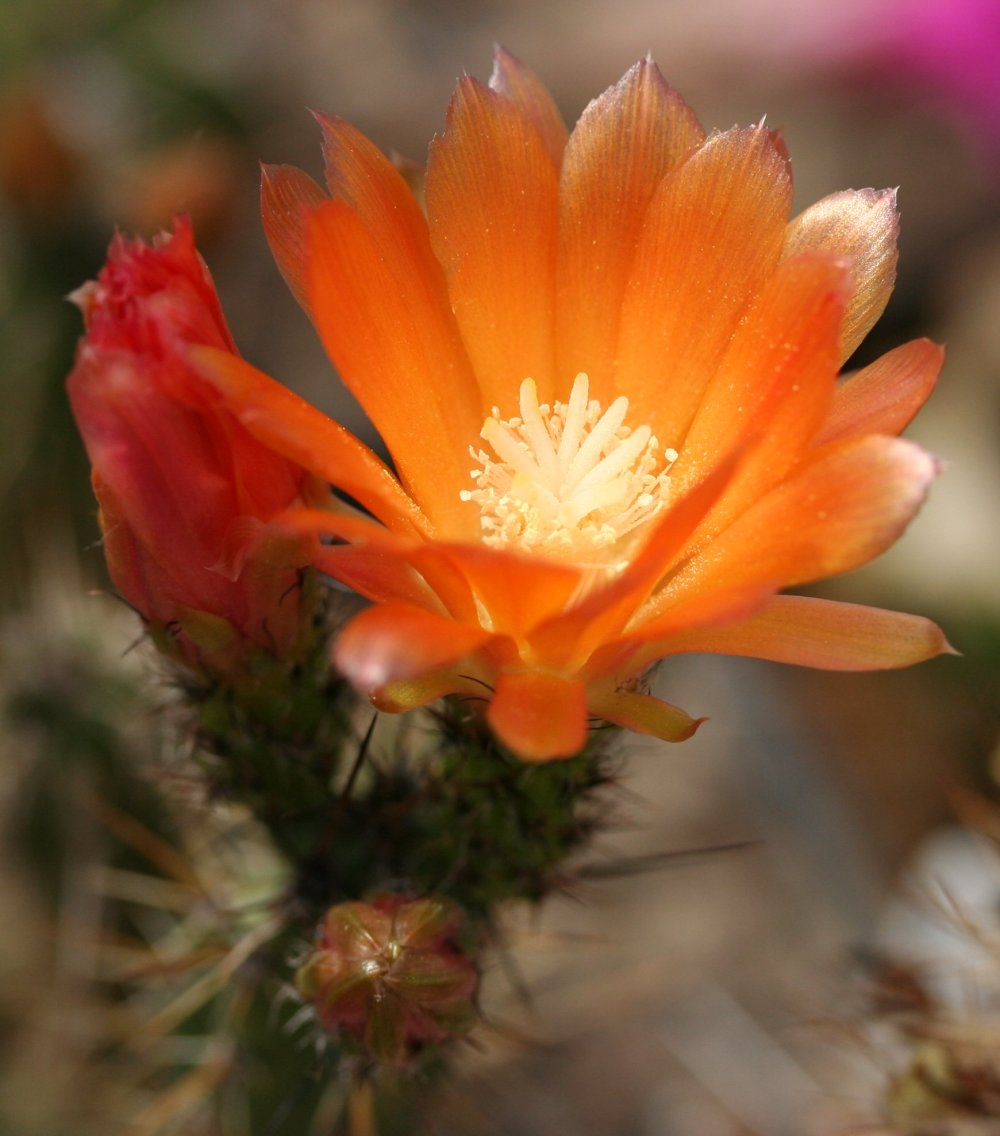